# 塌山乡
塌山乡，是中华人民共和国河北省承德市宽城满族自治县下辖的一个乡镇级行政单位。

## 行政区划
塌山乡下辖以下地区：
塌山村、椴树洼村、尖宝山村、北场村、西沟村、湾子村、清河溏村、清河口村和瀑河口村。